# Ophioscion typicus
La corvinata corredora, corvina de nariz en punta o ñato (Ophioscion typicus ) es una especie de pez de la familia de los escienidos y del orden de los perciformes.

## Morfología
El macho puede alcanzar 30 cm de longitud total. Cuerpo color plateado con márgenes de las escamas ceniza, dorso grisáceo; las aletas cenizas con excepción de las aletas pectorales que presentan tonos rosados o naranja.

## Alimentación
Se alimenta de invertebrados bentónicos, principalmente crustáceos y también poliquetos y gasterópodos.

## Hábitat
Es un pez marino, de clima tropical y demersal. Se encuentran entre 1 y 20 m de profundidad.

## Distribución geográfica
Habita en el Océano Pacífico oriental: abunda en Panamá y Colombia. Se ha encontrado en un área más ampla, por ejemplo en México y Ecuador. Se considera que se distribuye desde el este del Golfo de California hasta Ecuador.

## Observaciones
Es inofensivo para los humanos.